# Cladopus queenslandicus
Cladopus queenslandicus là một loài thực vật có hoa trong họ Podostemaceae. Loài này được (Domin) C.D.K.Cook & Rutish. mô tả khoa học đầu tiên năm 2001.